# Nazionale maschile di rugby a 15 delle Figi
La nazionale di rugby a 15 delle Figi rappresenta Figi nel rugby a 15, è stata fondata nel 1913 e, insieme a Tonga e Samoa, è stata affiliata alla Pacific Islands Rugby Alliance (PIRA). Opera sotto l'egida della Fijian Rugby Union.
Il rugby nelle isole Figi rappresenta lo sport nazionale. Per una questione economica però molti giocatori figiani preferiscono giocare all'estero, in particolare in Europa e nel Super Rugby (che però dal 2021 ha accolto la franchigia Fijian Drua). Inoltre diversi giocatori di origine figiana scelgono di indossare la maglia di una nazionale differente, come i naturalizzati All Blacks Joe Rokocoko e Sitiveni Sivivatu o il nazionale australiano Lote Tuqiri.
Sin dal 1987 ha partecipato ad ogni edizione della Coppa del Mondo (tranne nel 1995) raggiungendo i quarti in tre occasioni (1987, 2007 e 2023).
Come molte nazionali provenienti dall'Oceania, anche la nazionale figiana possiede una propria danza, la Cibi, che viene eseguita prima di ogni partita. Noti per la velocità del loro gioco, i nazionali figiani sono soprannominati figiani volanti.
Al 21 novembre 2022 la squadra occupa la 14ª posizione del ranking World Rugby.

## Storia

### Arrivo del rugby nelle Figi
Il rugby a 15 fu giocato per la prima volta nelle isole Figi nel 1884 da soldati europei e figiani della Native Constabulary a Ba, nell'isola di Viti Levu. Cominciò ad attirare l'attenzione dei media e a stabilirsi nella nazione durante i primi anni 1890. All'inizio la maggior parte dei giocatori era rappresentata da espatriati, tuttavia nel 1904 venne organizzata una competizione con squadre locali. La prima vera squadra di rugby, il Pacific Club, fu creata nel 1913 da P.J. Sheehan che con i suoi operai, provenienti da Nuova Zelanda e Australia, volle compensare la mancanza di squadre sportive e di competizioni.
Le partite cominciarono a diventare popolari tra la popolazione locale e gli europei residenti nelle Figi. Sheehan fu contattato per formare una organizzazione che disciplinasse il rugby, così nacque la federazione figiana di rugby. Inoltre, in quel momento furono create due altre squadre: Cadets club e The United Services club. Sir Ernest Bickham Sweet-Escott, governatore della colonia, donò l'Escott Shield come trofeo per una competizione di rugby. Il primo trofeo venne vinto dal Pacific Club.
Nello stesso periodo, Sheehan organizzò una partita contro gli All Blacks di ritorno da un loro tour in California. Gli All Blacks affrontarono una rappresentativa delle Figi vincendo 67-3; i tre punti realizzati dai figiani furono frutto di una meta di Sheehan, capitano e allenatore della selezione figiana.
La squadra delle Figi era composta da giocatori europei, come la maggior parte delle squadre dell'epoca, anche se i nativi cominciavano a interessarsi sempre di più al rugby. Sheehan organizzò una prima partita tra due squadre composte solamente da giocatori locali, poi l'anno seguente fu organizzata la prima competizione con le squadre locali, Taipou, Tarirere, Hill e Ofisa. Tarirere vinse la competizione nel 1915 e si vide assegnata la Davies Cup, dal nome dell'uomo d'affari che creò il trofeo.

### Periodo fra le due guerre

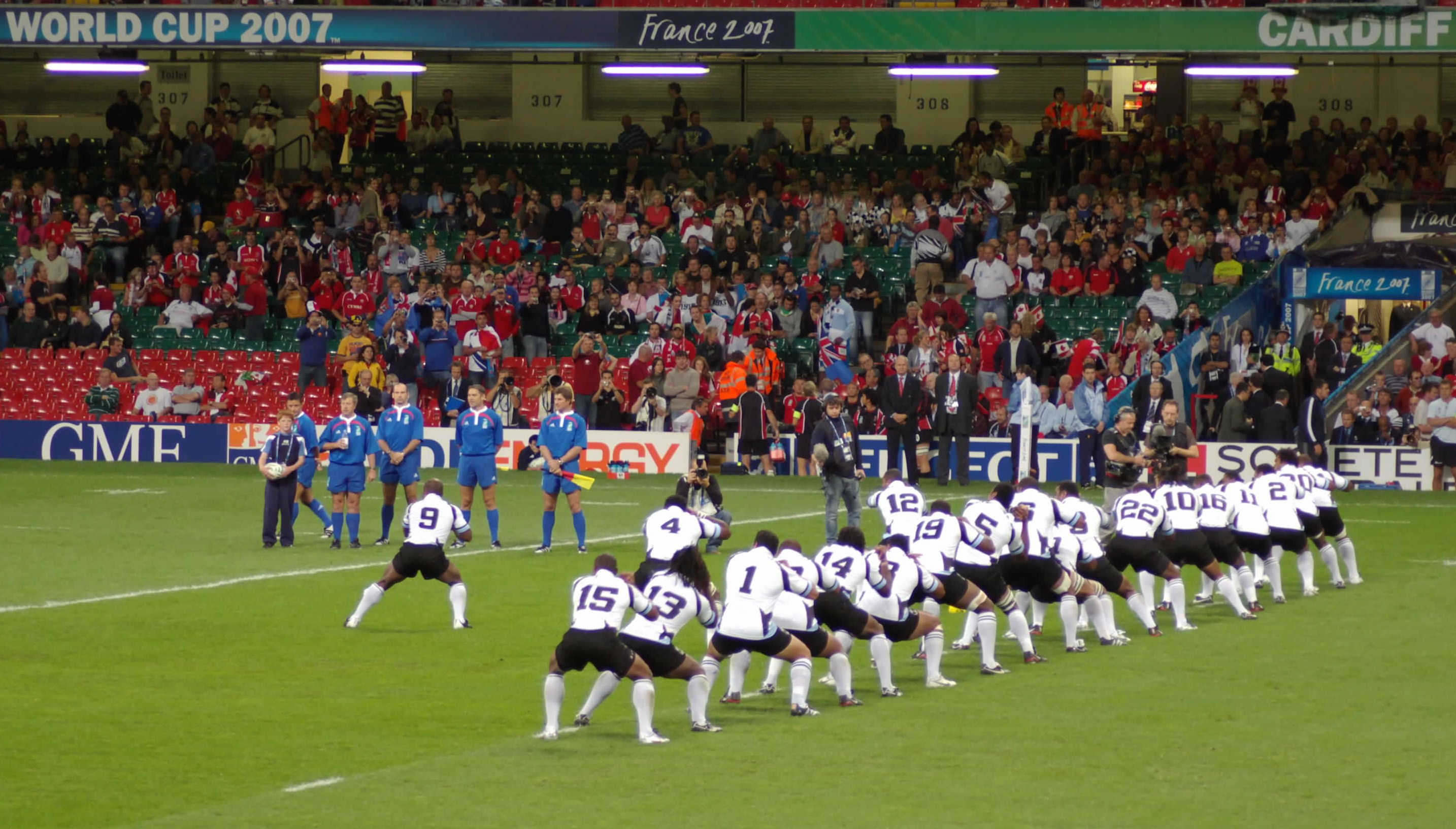
I giocatori delle Figi eseguono la Cibi prima della partita contro il Canada ai Mondiali 2007.

La prima partita ufficiale a livello internazionale risale al 15 agosto 1924, quando Figi e Tonga si affrontarono a Nukuʻalofa, capitale di Tonga. I tongani vinsero 9-6 ma furono sconfitti nel successivo test match 14-3, mentre l'ultima partita della serie si concluse 0-0. Tra agosto e settembre del 1924 le Figi si recarono anche a Samoa, ottenendo una vittoria 6-0 e un pareggio 0-0. L'Università di Auckland fu la prima squadra a recarsi in visita nelle Figi nel 1926, disputando una serie di tre test match conclusi con una vittoria, una sconfitta e un pareggio. Nello stesso anno anche le Tonga si recarono in visita nelle Figi, e in questa occasione la nazionale figiana cominciò a indossare per la prima volta i colori tradizionali: maglietta bianca con lo stemma della palma e pantaloncini neri. Le Figi vinsero la prima partita 10-3, ma persero le successive due 13-8 e 6-3.
Tra il 1924 e il 1938 Tonga e Figi giocarono una serie di tre incontri ad anni alterni. Durante questo periodo, quella tongana fu l'unica rappresentativa contro cui Figi giocò. Le partite fra le due nazioni del Pacifico furono duramente combattute; molti hanno sostenuto che le antiche guerre di faida tra gli isolani furono trapiantate sul campo di rugby. I problemi sorti nel 1928 durante la terza partita delle Figi recatisi in tour nelle Tonga costrinsero ad abbandonare l'incontro con Tonga in vantaggio 11-8.
Nel 1938 i New Zealand Māori si recarono per la prima volta in tour nelle Figi. I figiani per la prima volta giocarono indossando gli scarpini, sebbene c'era ancora una certa tendenza a toglierseli lanciandoli oltre la linea di touche. La serie di tre partite si concluse in parità: nella prima partita si registrò il pareggio 3-3, nella seconda la vittoria figiana 11-5 e nella terza si imposero i Māori 6-3.
Nel 1939 si ebbe il primo tour delle Figi in Nuova Zelanda. Il capitano delle Figi, Ratu Sir George Cakobau, decise che la sua squadra dovesse eseguire una danza di guerra per fronteggiare la Haka neozelandese. Consigliandosi con Ratu Bola, il grande capo del clan guerriero dei Navusaradave a Bau, alla squadra venne insegnata la Cibi che da allora rappresenta la danza rituale pre partita. Con molti giocatori che ancora preferivano giocare a piedi nudi, i figiani raccolsero il risultato storico di finire imbattuti durante un intero tour della Nuova Zelanda, con un bilancio di sette vittorie e un pareggio. I New Zealand Māori furono sconfitti 14-4.

### Dal dopoguerra agli anni '70
Nel 1947 Figi continuò la serie di partite contro Tonga ospitando due incontri vinti 25-4 e 19-9. L'anno successivo i New Zealand Māori si recarono in tour nelle Figi ottenendo due vittorie e una sconfitta nelle tre partite giocate contro i figiani. Nel 1951 le Figi tornarono in Nuova Zelanda raccogliendo la vittoria 21-14 contro i New Zealand Māori. L'anno seguente le Figi si recarono in Australia per il loro primo tour australiano, terminando in parità la serie di due test match (sconfitta 15-9 e vittoria 17-15). Due anni più tardi le Figi tornarono nuovamente in Australia ottenendo ancora una volta una sconfitta e una vittoria durante due incontri molto combattuti. Sempre nel 1954, i figiani ospitarono un tour dei New Zealand Māori con un bilancio di una vittoria e due sconfitte subite.
Il tour nelle Samoa del 1955 vide la nazionale figiana trionfare con tre vittorie nelle tre partite giocate contro i samoani. Il 1957 fu l'anno dello storico tour in Nuova Zelanda dove Figi si impose in entrambe le partite giocate contro i New Zealand Māori. Dopo una serie di partite giocate contro Tonga, nel 1961 le Figi si recarono nuovamente in tour in Australia perdendo le prime due partite e pareggiando il terzo e ultimo incontro della serie 3-3.
Il primo tour delle Figi in Europa ebbe luogo nel 1964, in occasione della loro visita in Galles. I figiani giocarono cinque emozionanti partite culminate con il confronto contro il Galles XV, dove furono sconfitti 28-22 ma creando grossi problemi ai padroni di casa con il loro tipico gioco veloce, tanto che i gallesi temettero la definitiva rimonta figiana dopo il vantaggio 28-9 nel primo tempo. Per la seconda volta nella sua storia il Galles concedette sei mete a un avversario.
Gli anni 1970 iniziarono con una sconfitta 11-6 e un pareggio 9-9 in Nuova Zelanda contro i New Zealand Māori. Il 24 ottobre 1970 Figi sconfisse i Barbarians 29-9. Dopo una serie di partite giocate contro i New Zealand Māori e l'Australia verso la metà degli anni 1970, il 16 agosto 1977 Figi ottenne una prestigiosa vittoria 25-21 contro i Lions che erano di ritorno dal loro tour in Nuova Zelanda.

### Era moderna

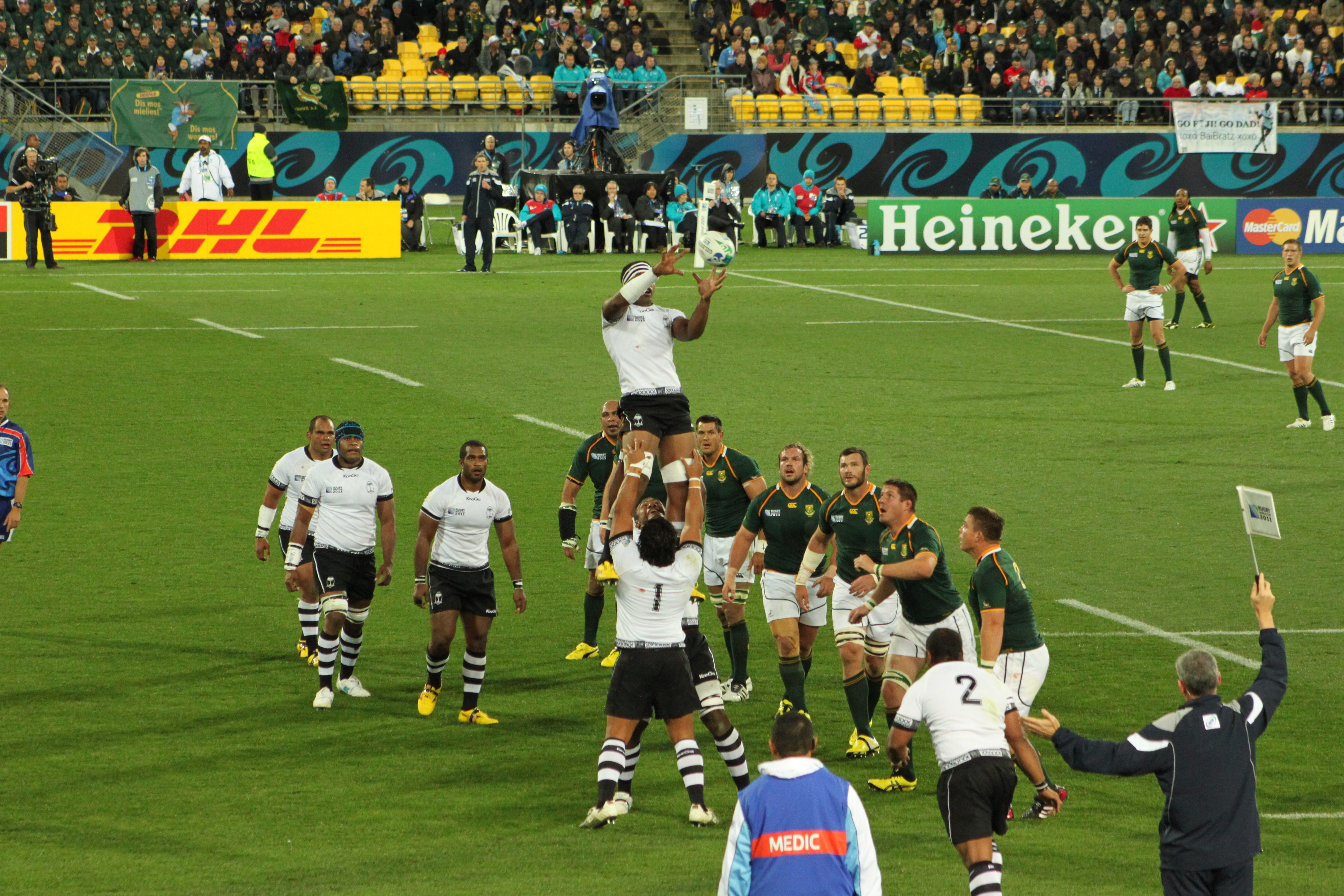
Touche durante la partita contro il Sudafrica alla Coppa del Mondo 2011.

Nel 1982 venne inaugurato il Pacific Tri-Nations, torneo annuale disputato da Figi, Samoa e Tonga; la prima edizione venne vinta da Samoa. Il 1985 vide le Figi impegnate in due tour, uno in Australia e uno nelle Isole Britanniche. Il bilancio fu negativo, con due nette sconfitte contro Wallabies e Galles e una sconfitta di misura 16-15 contro l'Irlanda.
La nazionale figiana partecipò alla prima edizione della Coppa del Mondo di rugby ospitata da Nuova Zelanda e Australia nel 1987. Nella fase a gironi, Figi vinse 28-9 contro l'Argentina, ma perse le due successive partite 74-13 contro la Nuova Zelanda e 18-15 contro l'Italia. I figiani riuscirono comunque a qualificarsi ai quarti di finale grazie al secondo posto ottenuto per la migliore differenza punti. Ai quarti di finale le Figi vennero eliminate dalla Francia che vinse 31-16.
Nel 1988 le Figi ospitarono un tour dell'Inghilterra venendo sconfitte 25-12 nella partita giocata a Suva. L'anno seguente le Figi si recarono in Europa venendo sconfitte 38-17 dalla Scozia e 58-23 dall'Inghilterra.
La Coppa del Mondo di rugby 1991 fu molto deludente per la nazionale figiana, sconfitta in tutte e tre le partite del proprio girone contro Canada, Francia e Romania. Nel 1994 un Galles molto rimaneggiato si recò a Suva per giocare contro le Figi, riuscendo comunque a vincere 23-8. La nazionale figiana non riuscì a qualificarsi alla Coppa del Mondo 1995. Al termine della competizione mondiale si recò in tour in Galles e Irlanda perdendo sei delle nove partite disputate, compresi i test match contro Galles e Irlanda. Nel 1998 le Figi raccolsero la loro prima storica vittoria contro la Scozia, sconfitta 51-26 a Suva.
La nazionale figiana, ricostruita dal nuovo allenatore Brad Johnstone, prese parte alla Coppa del Mondo 1995 qualificandosi alla fase di spareggio per l'accesso ai quarti di finale. Furono decisive le vittorie contro Namibia e Canada, mentre un arbitraggio discutibile da parte di Paddy O'Brien costò la vittoria contro la Francia a Tolosa e il conseguente accesso diretto ai quarti di finale. Nello spareggio le Figi vennero sconfitte dall'Inghilterra 45-24. Subito dopo il torneo mondiale Johnstone divenne il nuovo allenatore dell'Italia.
Nel 2001 le Figi si recarono in tour in Italia e Francia subendo due sonore sconfitte 66-10 da parte dell'Italia, che così vendicò la sconfitta 43-9 subita l'anno precedente nelle isole Figi, e 77-10 da parte della Francia. L'anno seguente, dopo la sconfitta 68-18 a Wellington contro gli All Blacks, la nazionale figiana si recò in tour in Gran Bretagna con tre nette sconfitte contro Galles, Irlanda e Scozia.
Le Figi si qualificarono alla Coppa del Mondo 2003 ma non riuscirono a superare la fase a gironi. Dopo la sconfitta 61-18 contro la Francia, le vittorie contro Stati Uniti e Giappone tennero vive le speranze figiane, ma nell'ultima decisiva partita contro la Scozia le Figi vennero sconfitte 22-20.
Nel 2005 si registrarono per le Figi la sconfitta casalinga 29-27 contro i New Zealand Māori e soprattutto, il 10 giugno, la pesantissima sconfitta 91-0 contro gli All Blacks. A fine anno la nazionale figiana si recò in tour in Europa riuscendo a vincere solamente contro il Portogallo 26-17, a fronte delle sconfitte contro Galles e Italia rispettivamente col punteggio 11-10 e 23-8.
Le Figi diedero vita a una buona prestazione alla Coppa del Mondo 2007, culminata con la qualificazione ai quarti di finale e una sola sconfitta subita per opera dell'Australia. Ne ha fatto le spese il Galles, sconfitto 38-34 nell'ultima decisiva partita del girone e quindi eliminato. Ai quarti di finale le Figi vennero sconfitte 37-20 dai futuri campioni del Sudafrica.
La nazionale figiana si recò nuovamente in Europa nel 2009, durante un tour in cui venne sconfitta 23-10 dalla Scozia, 41-6 dall'Irlanda, vincendo infine 29-18 contro la Romania. Dopo avere aperto il 2010 con una sconfitta 49-3 in Australia, le Figi si recarono in Europa per i test di fine anno raccogliendo un pareggio 16-16 a Cardiff contro il Galles. Negli altri due test match europei arrivarono la sconfitta 34-12 contro la Francia e 24-16 contro l'Italia.
L'edizione delle Coppa del Mondo 2011 fu molto deludente per i figiani, superati da Samoa al terzo posto nella fase a gironi e capaci di vincere solamente contro la Namibia. Incapaci ancora di competere pienamente contro le principali nazionali europee, nei test match degli anni successivi spiccò soltanto la vittoria 25-14 contro l'Italia ottenuta il 7 giugno 2014 durante il tour italiano in Asia e nelle Isole del Pacifico. In precedenza, nel novembre 2013, le Figi si dimostrano già un avversario ostico per gli Azzurri che riuscirono a imporsi 37-31 allo Stadio Flaminio.
La nazionale figiana prese parte alla Coppa del Mondo di rugby 2015 gareggiando in un girone difficile, comprendente oltre ai padroni di casa dell'Inghilterra anche Galles e Australia; riuscì a ottenere una sola vittoria sconfiggendo l'Uruguay 47-15.
Nella Coppa del Mondo di rugby 2019, gli isolani iniziano con due sconfitte: se quella preventivabile contro l'Australia arriva dopo un match combattuto, inaspettata è quella contro i Teros, che vincono 30-27.
Nella Coppa del mondo di rugby 2023 i figiani, dopo essere stati sconfitti di misura dal Galles, ottengono una storica vittoria (22-15) contro l'Australia: l'ultima sconfitta dei Wallabies contro gli isolani risaliva addirittura al 1953.  

## Statistiche

### Coppa del Mondo di rugby
| Edizione | Paese organizzatore       | Posizione                 |
| -------- | ------------------------- | ------------------------- |
| 1987     | Nuova Zelanda e Australia | Quarti di finale          |
| 1991     | Inghilterra               | Girone                    |
| 1995     | Sudafrica                 | Non qualificata           |
| 1999     | Galles                    | Quarti di finale play-off |
| 2003     | Australia                 | Girone                    |
| 2007     | Francia                   | Quarti di finale          |
| 2011     | Nuova Zelanda             | Girone                    |
| 2015     | Inghilterra               | Girone                    |
| 2019     | Giappone                  | Girone                    |
| 2023     | Francia                   | Quarti di finale          |

## Palmarès
- Pacific Nations Cup : 6
2013, 2015, 2016, 2017, 2018, 2023